# Mariënbosch (plantage)

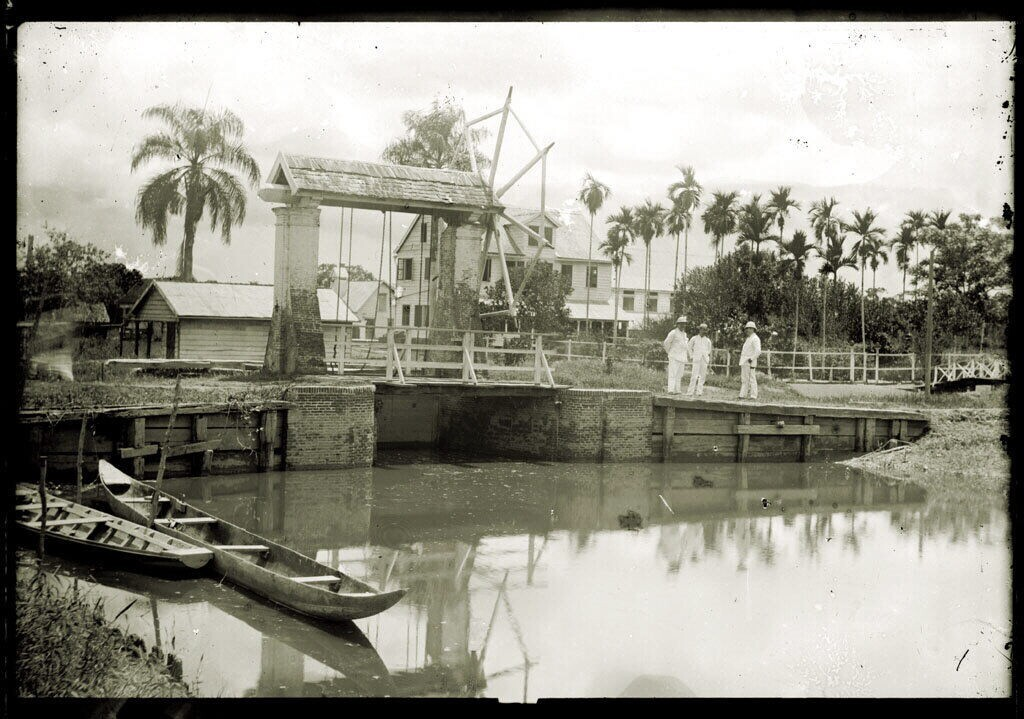
Brug en gebouwen van cacaoplantage Mariënbosch, tijdens een inspectie op 27 augustus 1895. Op de kade staan drie mannen in tropenuniform: H. ten Harmsen v.d. Beek (district Commissaris), H. v. Siepers (beheerder) en Gouverneur Van Asch van Wijck

Mariënbosch was een koffieplantage op het Landgoed Groot Marienbosch, aan de Commewijnerivier in het district Commewijne in Suriname. Zij lag links bij het opvaren, stroomafwaarts naast plantage Guadeloupe en stroomopwaarts naast plantage De Goede Vriendschap. In het Sranantongo werd Mariënbosch ook wel Goedoefrow genoemd.

## Geschiedenis
Na het gereedkomen van Fort Nieuw-Amsterdam in 1746 was de Commewijnerivier volledig beschermd en werden de gronden aan de monding van de rivier ontgonnen. In 1747 verkreeg Isaac Godeffroy een grondwarrande voor 500 akkers (1 akker = 10 vierkante ketting = 0,43 hectare). Godeffroy noemde zijn bezit Mariënbosch. Hij verwierf in 1759 het eigendom van de naastliggende grond van 348 akkers, en voegde deze samen met Mariënbosch, zodat een gunstige plantagevorm ontstond met een riante breedte van 51 kettingen (1 ketting = 20,72 meter). In 1752 was Mariënbosch nog een relatief bescheiden plantage, met 66 slaven. In 1774 was zij uitgegroeid tot een grote en rijke koffieplantage met 170 slaven boven de 12 jaar. Zijn broer Charles legde tegelijkertijd de plantage Alkmaar aan de overzijde van de rivier aan.
In 1757 was de plantage verhypothekeerd bij het negociatiefonds van Willem Gideon Deutz te Amsterdam, dat later werd bestuurd door Jan en Theodoor van Marselis.
In 1793 was de plantage het eigendom van de Dordrechtse koopman Frank van der Schoor cs. Hij belegde zijn kapitaal, samen met zijn handelspartner Gerrit van Hoogstraten, in Mariënbosch. Hij bekostigde de aankoop (deels) via een negociatie. De firma Gerrit van Hoogstraten en zoon uit Dordrecht was waarschijnlijk vanaf 1780 al mede-eigenaar van Mariënbosch.
In 1833 was Mariënbosch was 1230 akkers groot, en produceerde de plantage koffie & cacao. De slavenbevolking omvatte 142 mensen. In 1853 stond Mariënbosch te boek als een koffieplantage “waar nu ook suiker is geplant”. Die suiker was waarschijnlijk een experiment. Mariënbosch had zelf geen verwerkingsinstallatie, maar kon leveren aan de Centraalfabriek op Buitenrust. Later werd er over de suiker niet meer gesproken.
Bij de emancipatie in 1863 kregen 91 slaven de vrijheid. De eigenaren van de plantage waren het Huis van Negocie van Gerrit Hoogstraten en zoon te Dordrecht, en de familie Van der Schoor te Dordrecht. Na de emancipatie werd met contractarbeiders het plantagebedrijf voortgezet. In totaal arriveerden 269 Hindoestanen en 242 Javanen op de plantage.
In 1891 was er van de 527 hectare 95 hectare in cultuur. Dit liep op tot 196 hectare in 1935. Het jaar daarop daalde het productieve areaal fors, maar was de plantage wel 200 hectare groter. De plantage produceerde koffie en cacao, (bak)bananen, rijst en sinaasappels. Van 1906 tot 1938 is de plantage eigendom van de Naamlooze Vennootschap Cultuur-maatschappij Mariënbosch.
Cores Abdoelrahman en zijn vrouw en kinderen zijn de recentste eigenaren van de plantage. Het bezit is inmiddels in een stichting ondergebracht, in de hoop dat het gemakkelijker zal zijn om fondsen te werven voor de restauratie van de plantage. De gebouwen waren in 2002 behoorlijk verwaarloosd, maar de eigenaar hield in ieder geval de dammen en afwateringen in goede conditie. In 2004 werd op bescheiden schaal begonnen met de reparatie van het grote plantagehuis en 2005 voltooide familielid Saoed de renovatie van het oude landhuis.

## Schilderij

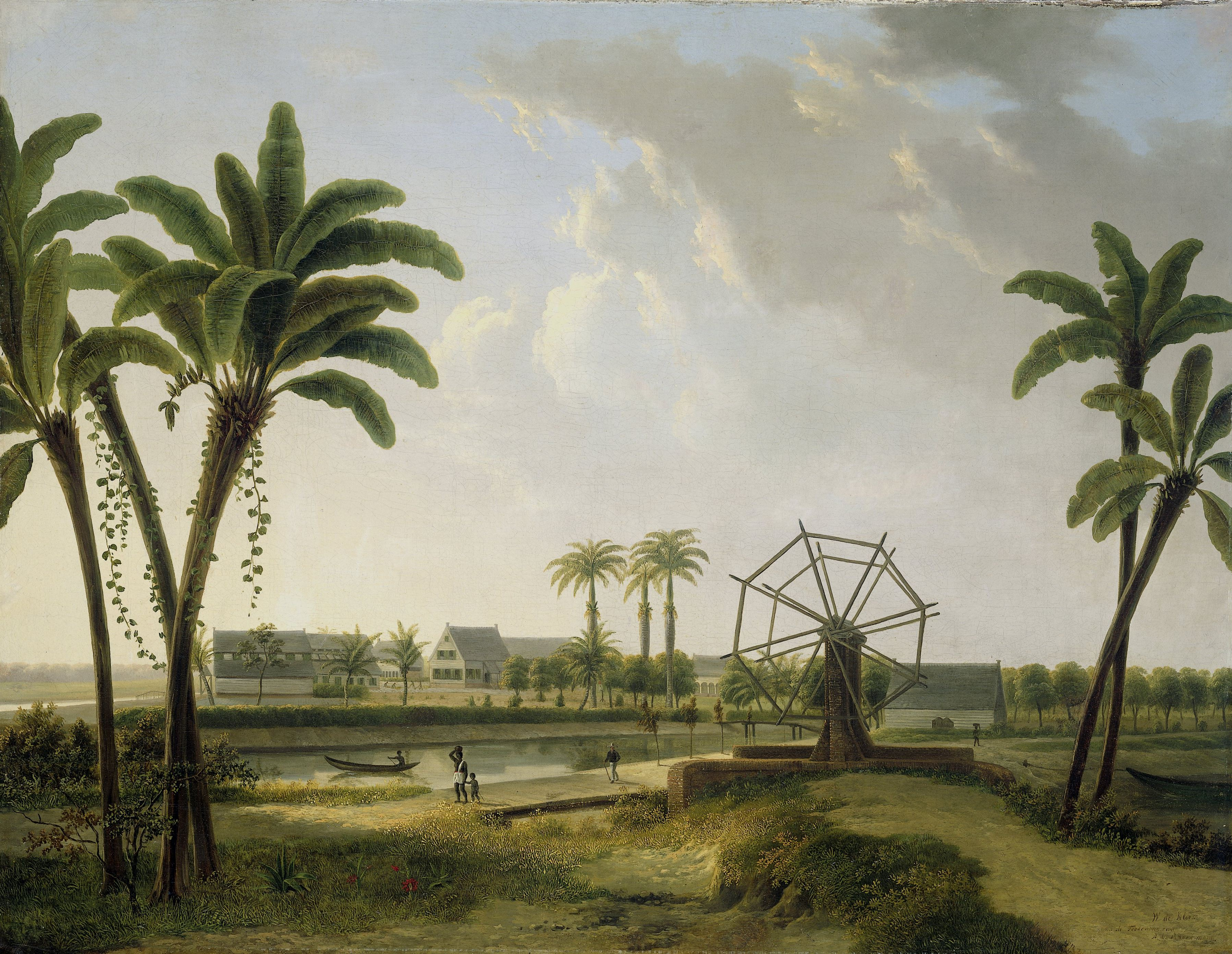
Schilderij van Willem de Kerk

In het Rijksmuseum Amsterdam bevindt zich een schilderij van Willem de Klerk getiteld 'Gezicht op de koffieplantage Marienbosch in Suriname'. De Klerk was zelf nooit in Suriname geweest. Hij schilderde het 'na de Teekening van A.L. Broekmann'.
De naam Brockmann is vaak vernederlandst tot Broekman(n). Alexander Ludwig Brockmann zelf hanteerde de spelling Brockmann. Alexander Ludwig Brockmann (1803-1866) was een Duitse kunstenaar die in 1828 vanuit Amsterdam naar Suriname vetrok. Samen met ene A.P. Muller plaatste hij een advertentie in de Surinaamsche Courant waarin zij zich tot vele klusjes bereid verklaarden: het schilderen van portretten en landschappen, het schilderen en decoreren van huizen, het onderhouden van het lakwerk van rijtuigen. De Klerk moet hem vanuit Dordrecht, waar de eigenaars en hijzelf woonden, verzocht hebben naar de plantage te gaan. De tekening moet op zijn vroegst in 1829 vervaardigd zijn.
A la bonne heure · Anna's Zorg · Akkerboom · Alliance · Alkmaar · Andresa · Auka · Andreesgift · Bantaskine · Barbados · Batavia · Beekenhorst · Belladrum · Bellevue · Belwaarde · Beninenburg · Berg en Dal · Bergen op Zoom · Berlijn (Commewijne) · Berlijn (Para) · Bethlehem · Boksweide · Boston · Botany Bay · Boxel · Bronswijk · Brouwerslust · Bruinendaal · Bucklebury · Buitenrust · Burnside · Cadrosspark · Caledonia · Campenburg · Cannewapibo · Catharina Sophia · Clevia  · Cliffort-Kokshoven · Clyde · Concordia · Concordia en een Kwart Lot · Courcabo · De Dageraad · De Goede Vriendschap · De Resolutie · De Vier Hendrikken · Diamond · Dijkveld · Domburg · Dordrecht · Eendragt · Elisabeth's Hoop · Ellen · L'Espérance (Nickerierivier) · L'Espérance (Surinamerivier) · Esthersrust · Fairfield · Fortuin · Flora · Florentia · Frederiksburg · Frederiksdorp · Frederikslust · Geertruidenberg · Geyersvlijt · Glensander · Gloria · Groot Chatillon · Groot Marseille · Guadeloupe · Haarlem · Hague · Hamburg · Hamilton · Hamptoncourt · Hannover · Hazard · Hebron · Hecht en Sterk · Hildesheim · Hooyland · Hope · Houttuin · Huntly · Huwelijkszorg · Inverness · Jagtlust · Jodensavanne · Johan & Margaretha · Johanna Catharina · Johanna Maria · Johannesburg · John · Katwijk · Kent · Kerkshoven · Killenstein · Klein Bellevue · Kleinhoop · Krappahoek · Kroonenburg · Kwatta · La Jalousie · La Prosperité · La Rencontre · La Ressource (Saramacca) · La Ressource (Surinamerivier) · La Singularité · Laarwijk · Leasowes · Leliëndaal · Leonsberg · Livorno · Longmay · Lunenburg · Lust en Rust · Lustrijk · Maasstroom · Margarethenburg · Maria Petronella · Mariënbosch · Mariënburg · Margaretha's Gift · Mary's Hope · Meerzorg · Merveille · Moed en Kommer · Mon Bijou · Mon Souci · Mon Trésor · Monnikendam · Mopentibo · Morgenster · Moy · Nieuw Mocha · Nieuwzorg · Nieuwe Aanleg · De Nieuwe Grond · Nijd en Spijt · Novar · Nursery · Nut en Schadelijk · Onoribo · Onverwacht · Oranibo · Ornamibo · Overbrug · Overtoom 
· Oxford · Palestina · Paradise · Persévérance · Petersburg · Picardië · Peperpot · Pieterszorg · Plaisance · Poelwijk · Potosie · La Prevoyance · Purmerend · Reijnsdorp · Reijnsfort · Rijnberk · Roosenburg · Rorac · Rust en Werk · Rustenburg · Saltzhalen · Sans Souci · Saphir · Sarah · Sardam · Schaapstede · Schoonoord · Sinabo en Gelre · Sint Barbara · Sint Eustatius · Slootwijk · Sorgvliet · Spieringshoek · Standvastigheid · Suidwijn · Suzanna's Daal · Toevlugt (Surinamerivier) · Tout Lui Faut · Toledo · Totness · Tyronne · 't Vertrouwen · Victoria · Vierkinderen · Visserszorg · Voorburg · Voorzorg (Saramacca) · Vossenburg · Vredenburg · Vriendsbeleid en Ouderzorg · Vreeland · Waltonhall · Waldijk · Waterloo · Wederzorg · Welbedacht · Welgelegen (Commewijne) · Welgelegen (Coronie) · Welgevallen · Weltevreden · Wolffs Capoerica · Wolfenbüttel · 't Ylant · Zoelen · Zorg en Hoop (hout) · Zorg en Hoop (indigo) · Zorg en Hoop (katoen) · Zorg en Hoop (suiker)